# Меморіальний обеліск Леоніду Кулінічу (с. Лозова, Богодухівського р-ну)
Меморіальний обеліск Леоніду Павловичу Кулінічу — меморіальний знак, що знаходиться в с. Лозова, Богодухівського р-ну, Харківської області.

## Історична довідка

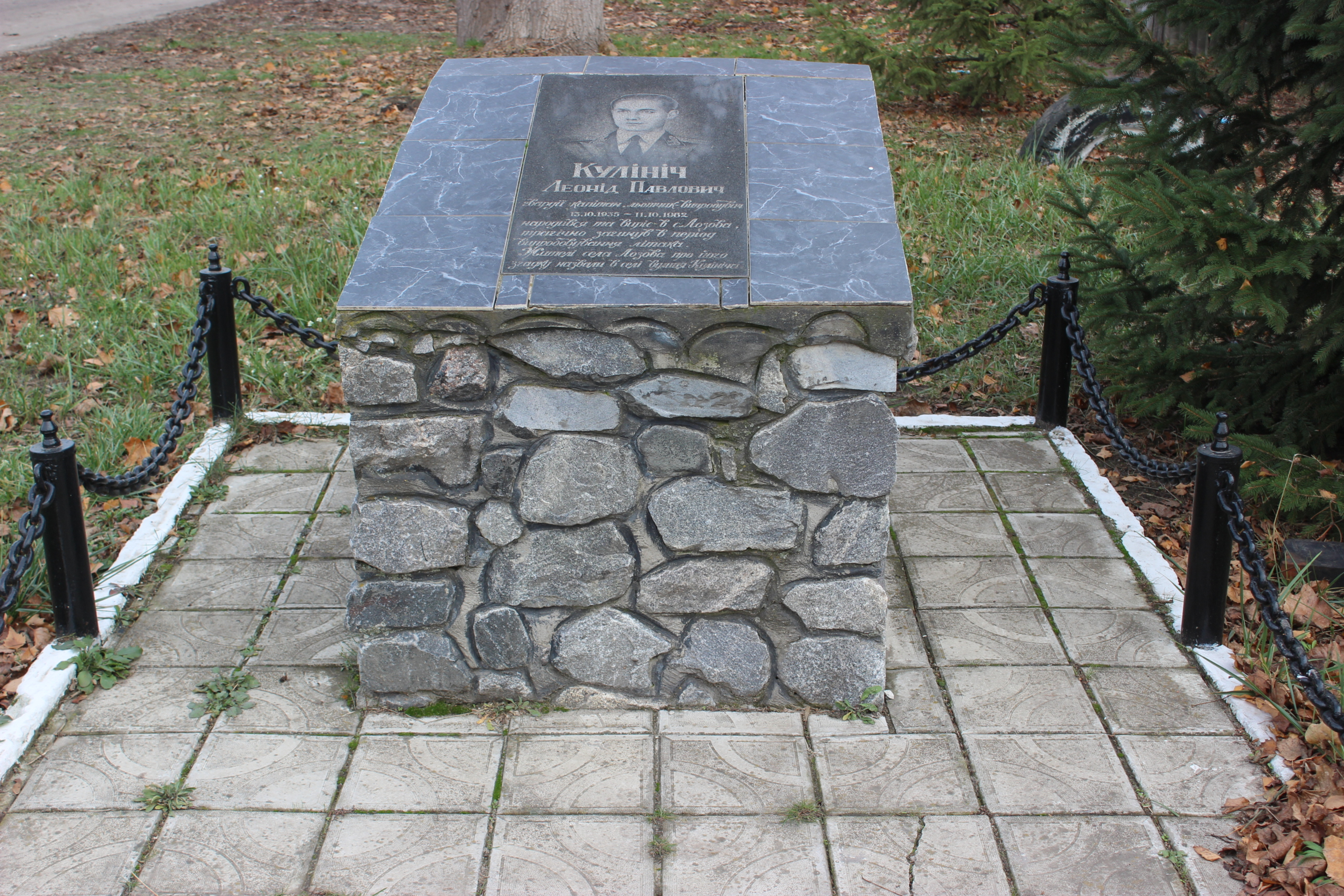
Обеліск Л. П. Кулінич

Л. П. Кулініч народився у с. Лозова 1935 року. Після закінчення Богодухівської середньої школи № 1 вступає до льотного училища. Успішно закінчивши заклад Леонід Павлович здобуває професію — льотчика-випробувача. Спочатку Л. П. Кулініч жив у м. Виборг, а через деякий час у м. Будермез у Чечні. Саме там виконував льотно-випробувальну службу. І при виконанні особливого завдання, а саме 11 жовтня 1962 року у свої 27 років, капітан гвардії загинув. Захоронений юнак на місцевому кладовищі.

## Опис
Обеліск був відкритий у жовтні 2010 року. Почесне право урочистого відкриття було надано голові райради Д. К. Тризні та заступнику голови РДА О. М. Просяник. Щоб пам'ять про Леоніда Павловича не пішла в минуле, за ініціативи жителів села, його родичів та авіаційного радиста, ветерана ДТСАФФ Є. М. Лисицького, вирішили збудувати обеліск на вулиці, яка носить назву — вул. Кулініча. Навколо висаджені квіти, дерева. Ялинки пересадили з одного із дворів у центрі села. Особливого калориту урочистості додав політ літака, який кружляв над селом.

## Напис на обеліску
Кулініч Леонід Павлович — Гвардії капітан, льотчик-випробувач (13.10.1935 — 11.10.1962), народився та виріс в с. Лозова, трагічно загинув в період випробування літака. Жителі села Лозова про його згадку назвали в селі вулиця Кулініча.

## Галерея

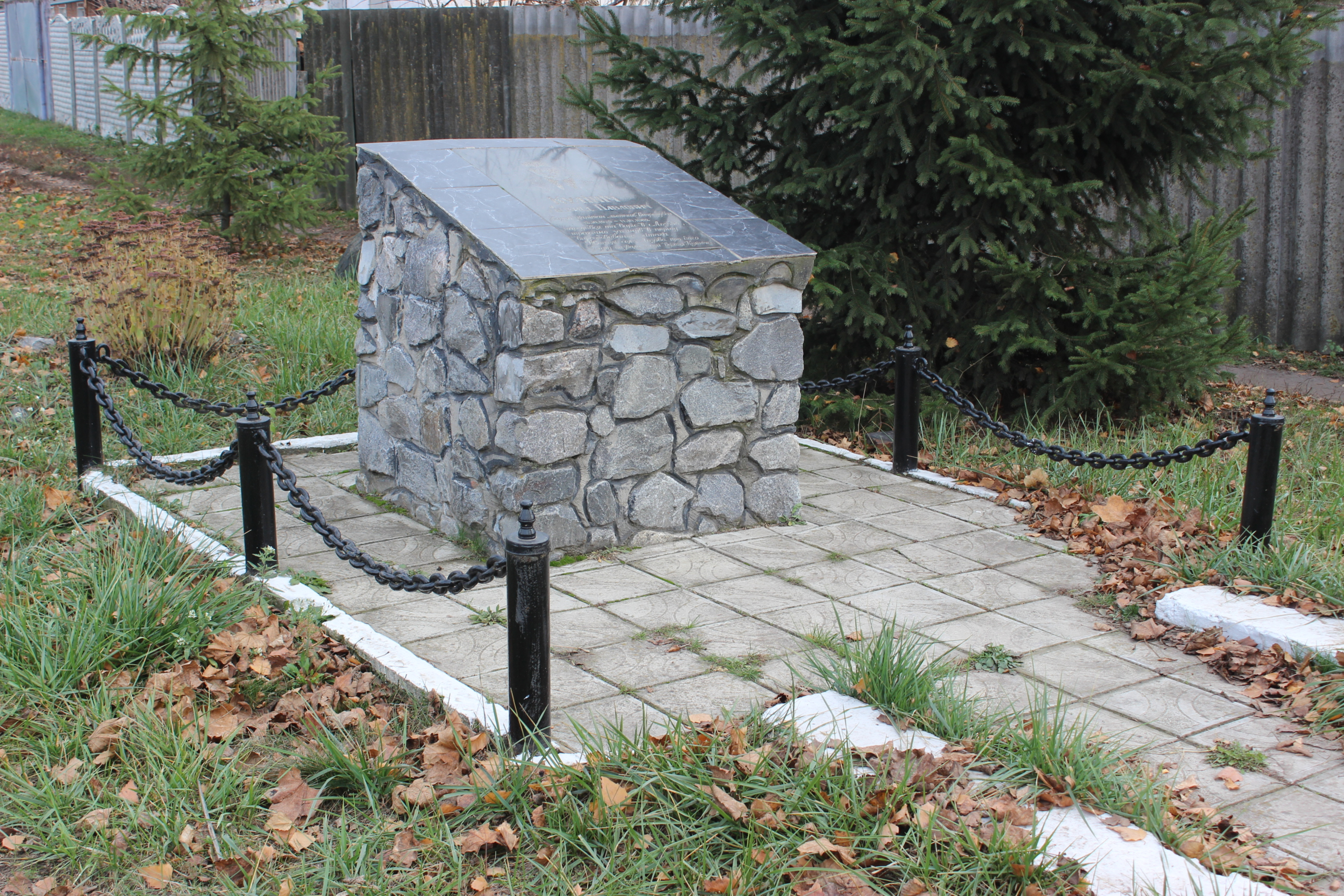
Обеліск Л.П. Кулінічу
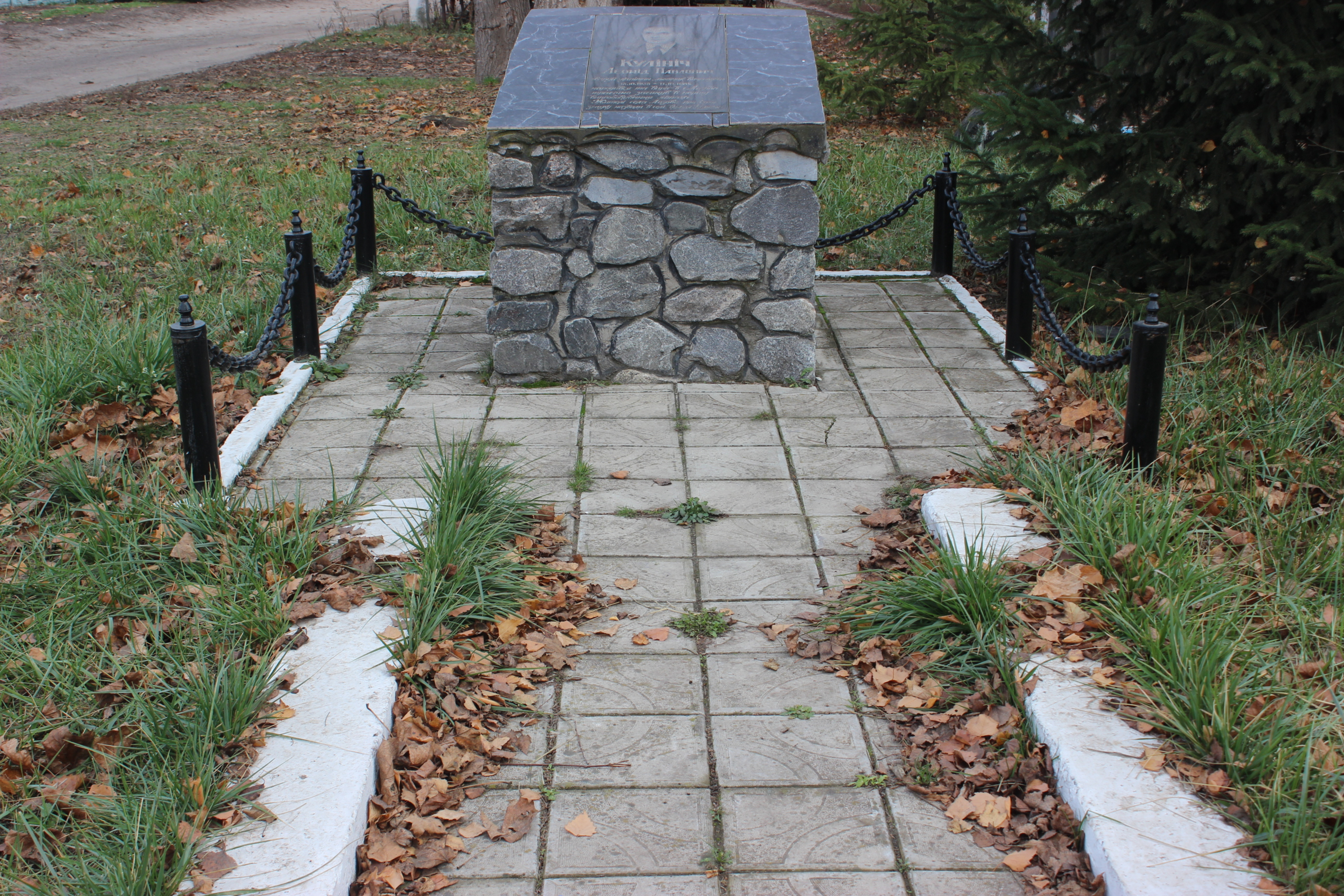
Обеліск Л.П. Кулінічу
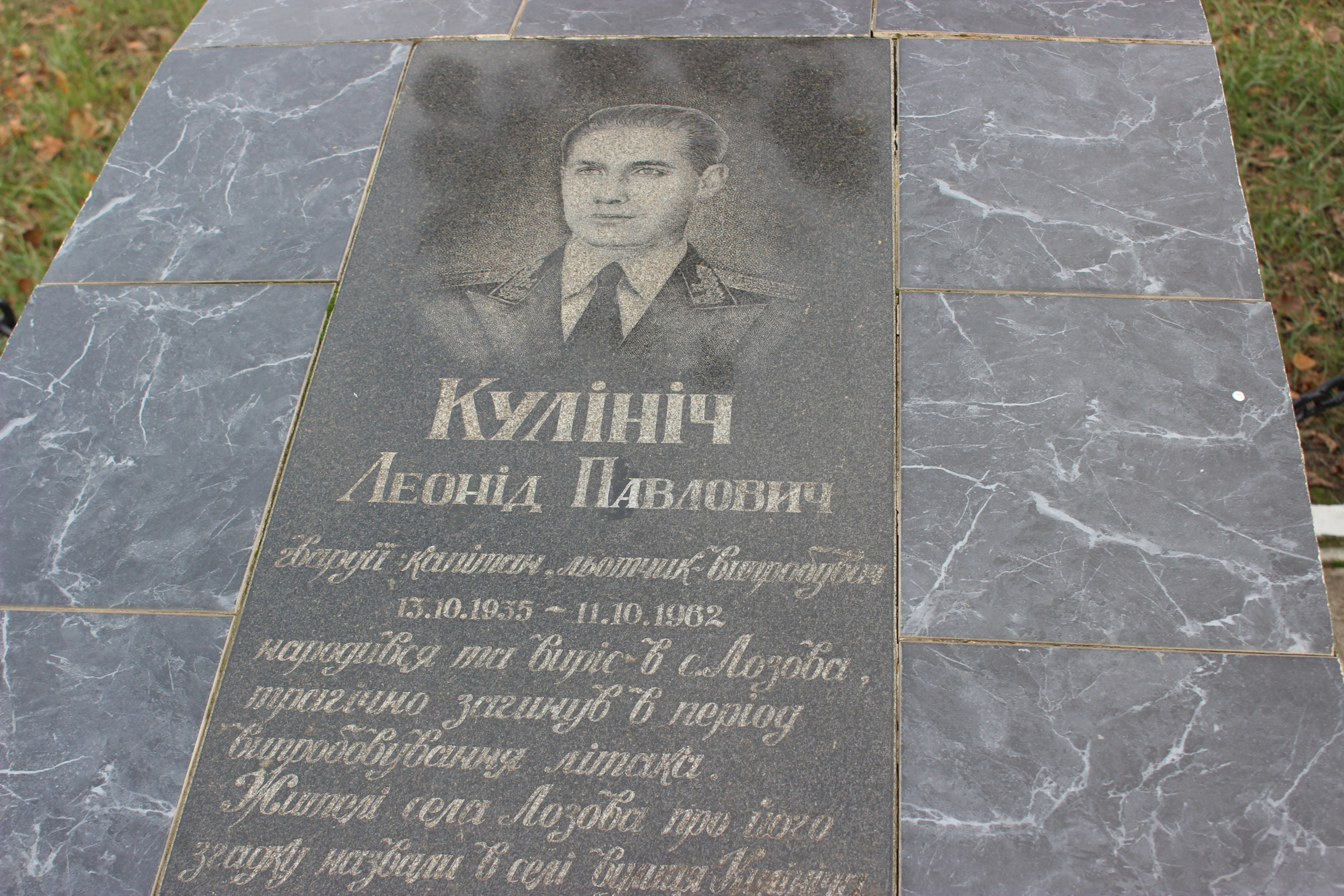
Обеліск Л.П. Кулінічу